# Roto
Roto – osada na Wyspach Cooka. Znajduje się na wyspie Pukapuka. W 2006 roku Roto liczyła 71 mieszkańców. Przemysł spożywczy, ośrodek turystyczny.